# Lamellipalpodes masatakai
Lamellipalpodes masatakai is een keversoort uit de familie glimwormen (Lampyridae). De wetenschappelijke naam van de soort werd voor het eerst geldig gepubliceerd in 2007 door Kawashima.